# Chroniosaurus
Chroniosaurus è un genere estinto di tetrapodi, appartenente ai croniosuchi. Visse nel Permiano superiore (circa 262 - 259 milioni di anni fa) e i suoi resti fossili sono stati ritrovati in Russia.

## Descrizione
Questo animale era simile a un piccolo coccodrillo, a causa di alcune caratteristiche come il lungo muso armato di denti aguzzi e della corazza dorsale e caudale. Chroniosaurus possedeva un cranio lungo fino a 25 centimetri e l'animale intero doveva superare di poco il metro di lunghezza. Il cranio, come quello di tutti i croniosuchi, era dotato di finestre anteorbitali di funzione sconosciuta; quelle di Chroniosuchus erano allungate e strette, di forma simile a quella delle narici. Al contrario del più grosso Chroniosuchus, le orbite di Chroniosaurus erano ben distanziate fra loro. La corazza dorsale era costituita da elementi (osteodermi) articolati fra loro: l'osteoderma anteriore copriva parzialmente quello immediatamente successivo. Questi osteodermi erano molto larghi e di lunghezza contenuta (al contrario di altri croniosuchi come Suchonica e Uralerpeton), ed erano finemente decorati da una fitta rete di tubercoli tondi o ovali, di forma differente da quelli di Chroniosuchus o Jarilinus. L'ornamentazione cranica, invece, consisteva in elementi simili a pustole ossee. A differenza di altri croniosuchi, la forma degli osteodermi dorsali permetteva un certo grado di flessione laterale del corpo.
Un esemplare giovane ben conservato della specie C. dongusensis ha permesso di ricostruire con dovizia di particolari la regione del palato di questo animale. Il vomere, il palatino e l'ectopterigoide sono di forma allungata e sono dotati di zanne lungo i loro margini laterali: sei sul vomere, almeno nove sul palatino e almeno sette sull'ectopterigoide. La parte anteriore del vomere è ampia e incontra la sua controparte sul piano mediano. Lo pterigoide è l'elemento più grande e più lungo del palato. L'estremità anteriore della pterigoide è diviso in una coppia di processi; i processi mediani si incontrano nel piano mediano, e le estremità anteriori dei questi rientrano tra i vomeri. Il margine mediale del ramo palatale non è denticolato e il bordo è decisamente smussato, sviluppato in una flangia dorsale girata all'interno. Il parasfenoide si estende anteriormente in un processo cultriforme lungo e stretto che si trova tra i margini mediali del ramo palatale dello pterigoide. Il processo trasverso dello pterigoide è piccolo, ma distinto. La superficie ventrale dello pterigoide è dotata di file di piccoli dentelli che si irradiano da una zona immediatamente laterale alla porzione articolare dello pterigoide. La porzione posteriore della piastra del parasfenoide si estende in un breve ma distinto processo orientato laterodorsalmente (Klembara et al., 2010).

## Classificazione
Chroniosaurus venne descritto per la prima volta da Tverdochlebova nel 1972, sulla base di fossili provenienti dalla zona del fiume Donguz in Russia. La specie tipo è Chroniosaurus dongusensis; nel 1998 Golubev descrisse un'altra specie di Chroniosaurus, C. levis, anch'essa rinvenuta in Russia ma proveniente da un intervallo geologico leggermente più recente. È probabile che queste due specie rappresentassero una successione evolutiva, in un rapporto antenato-discendente. 
Chroniosaurus fa parte di un gruppo di tetrapodi di incerta collocazione sistematica, i croniosuchi, vissuti tra la fine del Paleozoico e l'inizio del Mesozoico e caratterizzati dalla presenza di curiose finestre antorbitali e di corazze dorsali costituite da osteodermi. Grazie anche a un resto quasi completo e articolato di Chroniosaurus dongusensis è stato possibile effettuare un'analisi cladistica che includesse i croniosuchi: il risultato ha indicato questi animali come un gruppo basale di embolomeri, appena successivi all'embolomero basale carbonifero Silvanerpeton, grazie a somiglianze della scatola cranica (Clack e Klembara, 2009). Chroniosaurus era uno dei croniosuchi più basali, forse ancestrale al gruppo costituito da Chroniosuchus, Jarilinus, Uralerpeton e i Bystrowianidae. 

## Paleobiologia
Chroniosaurus era probabilmente un animale semi-terrestre, le cui forme simili a quelle dei coccodrilli non implicavano però uno stile di vita identico, a causa anche di alcune specializzazioni craniche che suggeriscono un meccanismo di nutrimento molto diverso da quello degli attuali coccodrilli. Gli osteodermi dorsali irrigidivano il corpo, ma è probabile che in Chroniosuchus i movimenti laterali fossero maggiormente possibili che in altri croniosuchi.